# Norddeutscher Rundfunk GmbH
Северо-Германское радио (Norddeutscher Rundfunk GmbH) до 1933 года — «Северное радио» (Nordischer Rundfunk AG) — некоммерческое общество с ограниченной ответственностью (до 1933 года - некоммерческое акционерное общество) существовавшее в 1924-1934 гг.   

## Радиовещательная деятельность компании
Радиокомпания со 2 мая 1924 до 1 апреля 1934 года вещала по северо-германской программе, звучавшей на средних волнах на волне 395 м. 

## Владельцы, руководство, структура
Радиокомпания принадлежала: 
- (1924—1926 гг.)
  - на 100% - физические лица (Фридрих Блонк, Петер Крузе);
- (в 1926—1933 гг.)
  - на 51% - Рейхсминистерству почт и министерствам народного просвещения земель Пруссия, Гамбург, Бремен и Мекленбург-Шверин;
  - на 49% - частным компаниям;
- (в 1933-1934 гг.)
  - на 51% - некоммерческому обществу с ограниченной ответственностью «Рейхсрадио»;
  - на 49% - министерствам народного просвещения земель Пруссия, Гамбург, Бремен и Мекленбург-Шверин.

## Руководство
Руководство радиокомпанией осуществляли:
- (в 1924-1926 гг.)
  - наблюдательный совет, состоявший из представителей частных компаний;
  - правление, состоявшее из директора и интенданта;
- (в 1926-1933 гг.)
  - наблюдательный совет (Aufsichtsrat), состоявший из двух рейхскомиссаров рейхсминистерства почт, одного рейхскомиссара рейхсминистерства внутренних дел, статс-комиссаров правительств земель Пруссия, Гамбург, Бремен и Мекленбург-Шверин;
  - контрольный комитет (Überwachungsausschuß), состоявший из одного рейхскомиссара рейхсминистерства внутренних дел и статс-комиссаров правительств земель Гамбург, Пруссия и Бремен;
  - культурный совет (Kulturbeirat), члены которого назначались правительством земли по согласованию с имперским министром внутренних дел[2] и не являлись членами наблюдательного совета;
  - правление (Vorstand), состоявшее из директора и интенданта, утверждавшегося контрольным комитетом.
- (в 1933-1934 гг.)
  - статскомиссар по радиовещанию министерства народного просвещения земли Гамбург, которому были подчинены художественный руководитель и хозяйственноый руководитель и при котором действовал рабочий комитет (Arbeitsausschuss), состоявший из статс-комиссаров министерств народного просвещения земли Гамбург, Пруссия, Бремен и Мекленбург-Шверин;
  - программный совет (Programmbeirat)[3][4], 4 члена которого назначались правительством земли Пруссия по согласованию с Имперским министром внутренних дел, по 1 - правительствами земель Гамбург, Бремен, Мекленбург-Шверин, Ольденбург, Брауншвейг и Любек по согласованию с Имперским министром внутренних дел[5], из числа лиц не являющихся членами или служащими правительств этих земель;
  - интендант;
  - директор.

## Подразделения
- (с 1929 года) 
  - (через директора)
    - Бухгалтерия
      - Касса

    - Рекламный отдел
    - Регистратура
    - Производственно-технический отдел (Technische Betriebsstelle)

  - (через интенданта)
    - Программное управление
    - отдел новостей (nachrichtenabteilung);
    - литературный отдел (literarische abteilung) (с 1929 года);
    - музыкальный отдел (musikalische abteilung) (с 1929 года, ранее - отдел концертов и оперы (konzert- und opernabteilung));
      - Оркестр НОРАГ (NORAG-Orchester);
      - Хор

  - отдел развлечений (unterhaltungsabteilung) (с 1929 года);
  - краеведческий отдел (heimatkundliche abteilung) (с 1930 года);
  - отдел грампластинок (schallplattenabteilung) (с 1932 года);

## Активы
Радиокомпании предлежали:
- радиодом в Гамбурге;
- радиостанция мощностью 700 Вт с позывным в 1924—1933 гг. «НОРАГ» (NORAG), 1933—1934 гг. — «Гамбург»[6].
- в 1925-1933 гг. - 6,1% капитала некоммерческого общества с ограниченной ответственностью «Рейхсрадио».

## Финансирование
Радиокомпания финансировалась:
- (в 1922-1925 гг.)
  - за счёт продажи рекламного времени;
- (в 1925-1931 гг.)
  - Имперским министерством почт;
  - в меньшей степени - за счёт продажи рекламного времени;
- (в 1931-1934 гг.)
  - некоммерческим обществом с ограниченной ответственностью «Имперское радио»
    - преимущественно от средств от сбора абонемента со всех владельцев радиоприёмников;
    - на 0,2% - за счёт продажи рекламного времени.
    - в меньшей степени - за счёт продажи другим других радиоорганизациям прав на создание радиоспектаклей по мотивам радиоспектаклей поставленных компанией, издания их на аудионосителях, продажи лицензий на создание по их мотивам других художественных произведений (экранизаций, новеллизаций, театральных адаптаций).

## Правопреемники
Поглощена некоммерческим обществом с ограниченной ответственностью «Рейхсрадио» в 1934 году.